# Os d'Or honorífic
L'Os d'Or honorífic és un premi del Festival Internacional de Cinema de Berlín, que s'atorga als grans artistes per la seva trajectòria relacionada amb el cinema. El premi es va crear l'any 1982 però s'atorgà de forma discontínua fins que a partir de 1993 s'ha atorgat anualment. El guanyador s'anuncia abans de les celebració del festival i se'l commemora amb una estatueta dissenyada per l'escultor Renée Sintenis.

## Palmarès
| Any  | Guardonats                           |
| ---- | ------------------------------------ |
| 1982 | James Stewart                        |
| 1988 | Alec Guinness                        |
| 1989 | Dustin Hoffman                       |
| 1990 | Oliver Stone                         |
| 1993 | Gregory Peck i Billy Wilder          |
| 1994 | Sophia Loren                         |
| 1995 | Alain Delon                          |
| 1996 | Elia Kazan i Jack Lemmon             |
| 1997 | Kim Novak                            |
| 1998 | Catherine Deneuve                    |
| 1999 | Shirley MacLaine                     |
| 2000 | Jeanne Moreau                        |
| 2001 | Kirk Douglas                         |
| 2002 | Robert Altman i Claudia Cardinale    |
| 2003 | Anouk Aimée                          |
| 2004 | Fernando Solanas                     |
| 2005 | Im Kwon-taek i Fernando Fernán Gómez |
| 2006 | Andrzej Wajda i Ian McKellen         |
| 2007 | Arthur Penn                          |
| 2008 | Francesco Rosi                       |
| 2009 | Maurice Jarre                        |
| 2010 | Wolfgang Kohlhaase i Hanna Schygulla |
| 2011 | Armin Mueller-Stahl                  |
| 2012 | Meryl Streep                         |
| 2013 | Claude Lanzmann                      |
| 2014 | Ken Loach                            |
| 2015 | Wim Wenders                          |
| 2016 | Michael Ballhaus                     |
| 2017 | Milena Canonero                      |
| 2018 | Willem Dafoe                         |
| 2019 | Charlotte Rampling                   |
| 2020 | Helen Mirren                         |
| 2022 | Isabelle Huppert                     |
| 2023 | Steven Spielberg                     |
| 2024 | Martin Scorsese                      |
| 2025 | Tilda Swinton                        |